# Eleccions generals japoneses de 1890
Les 1res eleccions generals del Japó es van realitzar el primer de juliol de 1890 i s'hi van elegir tots els escons de la Cambra de Representants del Japó, qui designa al Primer ministre del Japó. El sufragi va ser molt restringit i només 450.827 persones (l'1'13% de la població) van obtindre el dret a vot. No obstant això, les eleccions van tindre un caràcter històric, tant nacional com internacional, al ser aquest (tot i que de forma parcial) el primer organ legislatiu triat per la ciutadania en tota Àsia. La participació va ser alta, arribant al 93'91% del cens electoral. El liberal Itagaki Taisuke va aconseguir la victòria amb 130 escons però sense assolir la majoria absoluta.

## Fets previs a les eleccions
Les eleccions es van dur a terme de conformitat amb la constitució de l'11 de febrer de 1889, coneguda com a Constitució Meiji, la qual establia un sistema de monarquia constitucional. Segons aquesta carta magna, tot i el considerable poder de l'Emperador, part de les decisions nacionals es prendrien pel poder legislatiu. Japó va ser el primer país asiàtic que va implantar aquest sistema, juntament amb un poder judicial independent.
No obstant això, aquest canvi no comportaria l'establiment d'una democràcia parlamentària, ja que les primeres eleccions es van fer sota un sistema de sufragi limitat. Els únics que podien votar eren els hòmens de 25 anys o majors que pogueren pagar 15 yens o més en impostos nacionals i que hagueren residit en la seua prefectura, si més no, un any complet abans de les eleccions. Així doncs, el nombre d'electors va ser molt reduït, només 450.872 dels 39.933.478 ciutadans japonesos, és a dir, només un 1'13% de la població total. La gran quantitat d'impostos que es demanaven per a els votants va fer que, la majoria dels votants foren latifundistes i empresaris urbans. En termes de classe social, el 91% dels electors eren plebeus i el 9% provenien d'arrels samurai. Tot i que els ciutadans de les illes de Honshū, Kyūshū i Shikoku van poder participar, els ciutadans d'Hokkaido i Okinawa no van poder participar en aquestes eleccions degut a la consideració d'aquestes illes com territoris i no com prefectures.

## Sistema electoral
Només els ciutadans hòmens amb 30 anys o més, que no foren membre se la noblesa o de la Família Imperial (en quansevol de les seues branques) podien ser elegits com a membres de la Cambra de Representants. La cambra estva formada per 300 escons, elegits mitjançant un sistema dual entre l'escrutini uninominal majoritari i l'escrutini majoritari plurinominal. Hi havien 214 districtes uninominals amb només un candidat cadascun i 43 districtes plurinominals amb dos candidats cadascun on s'elegien als 86 representants restants. Hi hagueren un total de 1.243 candidatures.

## Resultats
Les eleccions es van desenvolupar sense cap problema ni acte violent. Tot i el reduït cens electoral, la prarticipació fou ben alta. Encara que el vot no era obligatori, el 93'91% del cens va votar, amb molt pocs vots nuls o en blanc.
|              |                                               |         |       |        |     |
| Partit       | Partit                                        | Vots    | %     | Escons | +/– |
|              | Club dels Pensadors Afins                     | n/a     | n/a   | 54     | Nou |
|              | Partit Reformista Constitucional              | n/a     | n/a   | 43     | Nou |
|              | Partit Públic Patriòtic                       | n/a     | n/a   | 36     | Nou |
|              | Grup dels Companys de la Unió de Kyūshū       | n/a     | n/a   | 24     | Nou |
|              | Partit Liberal Constitucional                 | n/a     | n/a   | 17     | Nou |
|              | Independents autonomistes                     | n/a     | n/a   | 12     | Nou |
|              | Independents (drets nacionals)                | n/a     | n/a   | 12     | Nou |
|              | Independents conservadors                     | n/a     | n/a   | 6      | Nou |
|              | Grup dels Ciutadans de la Prefectura de Kyoto | n/a     | n/a   | 5      | Nou |
|              | Grup dels Polítics de Hiroshima               | n/a     | n/a   | 4      | Nou |
|              | Grup Polític de Miyagi                        | n/a     | n/a   | 4      | Nou |
|              | Assemblea Pública de Gunma                    | n/a     | n/a   | 3      | Nou |
|              | Grup Popular de Kyoto                         | n/a     | n/a   | 1      | Nou |
|              | Independents                                  | n/a     | n/a   | 79     | Nou |
| Total        | Total                                         | n/a     | 100   | 300    | =   |
|              |                                               |         |       |        |     |
| Vots vàlids  | Vots vàlids                                   | n/a     | n/a   |        |     |
| Vots nuls    | Vots nuls                                     | n/a     | n/a   |        |     |
| Participació | Participació                                  | 422.594 | 93,73 |        |     |
| Cens         | Cens                                          | 450.872 |       |        |     |
| Font:        |                                               |         |       |        |     |

## Reaccions post-eleccions
El 25 de novembre de 1890, després de les eleccions, es convocà la primera sessió de la Cambra de Representants del Japó. Cap dels partits polítics que es presentaren van obtindre majoria absoluta, així doncs, el Partit Liberal i el Rikken Kaishintoh van formar una coalició anomenada mintoh (Coalició Democràtica), que va assolir una majoria de 171 escons.